# Raahen Seutu

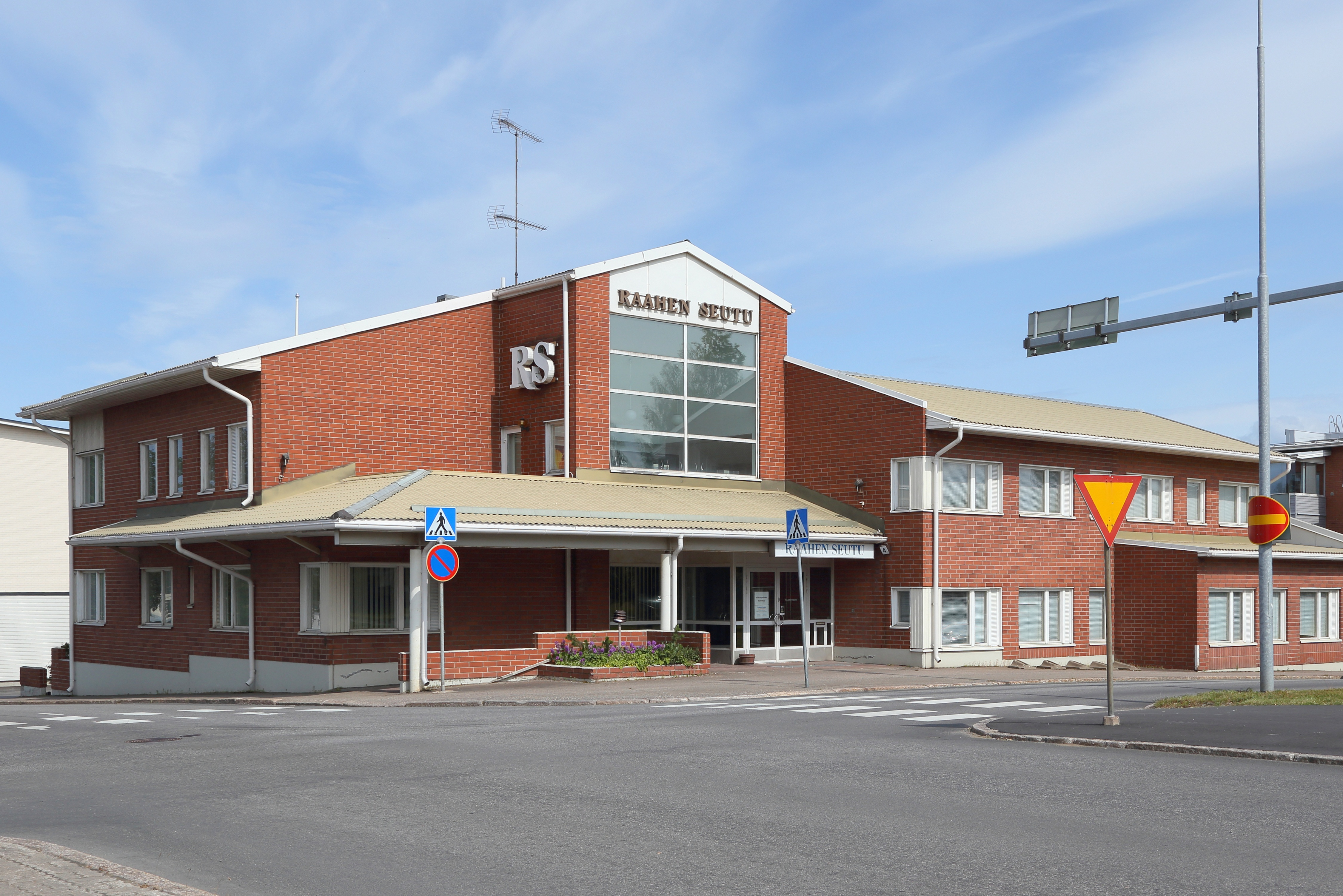
Tidningens nuvarande byggnad i Brahestad.

Raahen Seutu är en finländsk fyradagarstidning som utges i Brahestad.
Tidningen, som grundades 1919, förvärvades av Tampereen Kirjapaino Oy 1982 och utges därmed numera av Alma Media-koncernen. Upplagan uppgick 2008 till omkring 8 900 exemplar.